# Медаль «За внесённый вклад в обеспечение правопорядка» (Казахстан, финансовая полиция)
Медаль «За внесенный вклад в обеспечение правопорядка» (каз. «Құқық тәртібін қамтамасыз етуге қосқан үлесі үшін») — ведомственная награда органов финансовой полиции Республики Казахстан, учреждённая на основании Указа Президента Республики Казахстан от 30 сентября 2011 года № 155.
В связи с упразднением финансовой полиции в 2014 году и передачи её функций министерству по делам государственной службы Республики Казахстан награда в прежнем статусе больше не вручалась. При министерстве по делам государственной службы было создано национальное бюро по противодействию коррупции, под ведомство которого были переданы награды упразднённой финансовой полиции с изменением дизайна медалей, но сохранением цветов лент.

## Положение о медали
Медалью «Құқық тәртібін қамтамасыз етуге қосқан үлесі үшін» награждаются сотрудники органов финансовой полиции, органов внутренних дел, положительно характеризуемые по службе, образцово выполняющие свой служебный долг по обеспечению законности и правопорядка, а также другие лица за активное участие в охране правопорядка.

## Описание
Медаль изготовлена из металла золотистого цвета. Рельеф медали блестящий.
В центре медали расположен круглый щит голубого цвета с изображением готовящегося к прыжку барса золотистого цвета. По кругу расположены 8 точек золотистого цвета, символизирующие защиту интересов государства со всех сторон.
Щит обрамлен красной лентой, на которой выгравирована надпись «ҚҰҚЫҚ ТӘРТІБІН ҚАМТАМАСЫЗ ЕТУГЕ ҚОСҚАН ҮЛЕСІ ҮШІН». Поверхность ленты матированная. Текст выступающий блестящий.
Медаль с помощью ушка и кольца крепится к шестиугольной колодке размером 33×32 мм, обтянутой муаровой лентой синего цвета, символизирующего честность, верность и безупречность.
По краям и посередине колодки расположены шесть полос красного цвета, крайние из которых шириной 1 мм, средние шириной 2 мм, символизирующие храбрость, мужество. Между средними красными полосками расположены 3 синие полоски шириной 1 мм. Расстояния между крайними и средними красными полосками 9,5 мм.
Медаль при помощи булавки с визорным замком крепится к одежде.